# Doutrina Nixon
A Doutrina Nixon era um novo conjunto estratégia de política externa dos EUA colocada pelo presidente dos EUA, Richard Nixon, em 1969. Também conhecida como a doutrina Guam para o país onde foi anunciado numa conferência de imprensa, a Doutrina Nixon refletiu preocupações Presidente Nixon sobre a dependência externa aliados dos Estados Unidos em conflitos.
Numa conferência de imprensa, em Guam em 25 de julho de 1969, Nixon anunciou pela primeira vez sua nova estratégia, elaborando sobre ela em um discurso para o povo americano no final do ano. O que finalmente veio a ser conhecido como a Doutrina Nixon propôs que os Estados Unidos ainda honraria qualquer tratado existente com uma nação estrangeira. Ele também afirmou que o país iria fornecer um escudo nuclear para qualquer país aliado ameaçados ou uma área ameaçada considerada importante para a segurança dos EUA. O aspecto mais importante e inovadora da doutrina era a última parte, que afirma que, enquanto os Estados Unidos iria oferecer ajuda e assistência a um risco-país, que país acabaria por ter a mão de obra para oferecer a sua defesa.
Embasava-se em três princípios:
- Honrar os compromissos firmados em tratados, e agir contra àqueles que invadirem os territórios aliados;
- Agir contra a ameaça de potências nucleares;
- Assistenciar outros países quando necessários, sem comprometer a sua força.

Fatos:
- Lançada em 1969, essa Doutrina durou até a década de 1980 regulando o emprego das forças militares estadunidense;
- Representou um meio termo entre a superextensão e o retraimento;
- tratava especialmente de áreas periféricas em termos de segurança, não cobertas por alianças formais.

Curiosidades:
- A Doutrina Nixon foi anunciado via conferência de imprensa para o público pelo ex-próprio presidente;
- Um dos efeitos da Doutrina Nixon era abrir a economia chinesa para empresas e investidores norte-americanos;
- Como parte da Doutrina Nixon, o presidente abriu conversações diplomáticas com a China e outros países comunistas;
- A Doutrina Nixon foi colocado em movimento pela Casa Branca em 1969, e abriu o caminho para os EUA abandonar a guerra no Vietnã.

Critérios:
- EUA manteriam compromissos assumidos em tratados;
- EUA fariam escudo, caso uma potência nuclear ameaçar uma nação aliada, ou de outra nação vital à segurança americana;
- Em caso de agressão não-nuclear, os EUA contariam com que a nação diretamente ameaçada assuma a responsabilidade de fornecer o efetivo militar para a defesa.